# Lukttofsskivling
Lukttofsskivling (Pholiota heteroclita) är en svampart som först beskrevs av Elias Fries, och fick sitt nu gällande namn av Lucien Quélet 1872. Pholiota heteroclita ingår i släktet tofsskivlingar och familjen Strophariaceae.   Inga underarter finns listade i Catalogue of Life.
I den svenska databasen Dyntaxa används istället namnet Hemipholiota heteroclita för samma taxon.  Arten är reproducerande i Sverige.